# Ungella sucofera
Ungella sucofera is een rondwormensoort. De wetenschappelijke naam van de soort is voor het eerst geldig gepubliceerd in 1962 door Timm.